# カササギフエガラス
カササギフエガラス（鵲笛鴉、学名：Gymnorhina tibicen）は、スズメ目フエガラス科に分類される鳥。
旧北区のカササギやカラスと外観は似ているものの、カラス科の鳥ではなくフエガラス科の鳥であり、類縁関係にはない。ただし現地での会話の中ではカササギの英語名である“マグパイ”（Magpie）と呼ばれる。

## 分布
オーストラリア及びニューギニア島南部。分布域内ではユーカリの疎林や川沿いなどに分布するが、都市化、開発によく適応し、都市部でもよく観察される。

## 形態
全長37 - 44センチメートル。亜種により色彩が異なるため、基亜種G.t.tibicenの色彩を記述する。亜種ごとの違いは、分類の項を参照のこと。
体色は黒色、上尾筒から尾羽の下部にかけては白色。尾羽先端の黒い帯は40 - 60ミリメートルである。また、首の後ろ、雨覆の周辺も白色である。メスは首の後ろが灰色。くちばしは灰色で先端になるほど黒みを帯びる。虹彩は赤色。

## 分類
9亜種が確認されている。生息域が重なる部分もある。
- G.t.tibicen：基亜種。クイーンズランド州南東部南部よりニューサウスウェールズ州南部まで分布する。Black-backeed Magpieとも。
- G.t.terraereginae：クイーンズランド州の基亜種が分布する地域、ヨーク岬半島海岸部を除くほぼ全域と、ニューサウスウェールズ州内陸部に分布する。
- G.t.telonocua：南オーストラリア州の南部に分布する亜種。
- G.t.tyrannica：主にビクトリア州に分布する亜種。背面は灰色で鱗状に白色が入る。尾羽の先端にある黒色の帯は55ミリメートル以上。
- G.t.hypoleuca：タスマニア亜種。タスマニア島東部に分布する。ビクトリア州の亜種に似ているが、尾羽の先端にある黒色の帯は45-55ミリメートル。
- G.t.dorsalis：西オーストラリア州南部に分布する亜種。オスは背面が白色である。メスは背面は灰色。Western Magpieとも。
- G.t.longirostris：西オーストラリア州北西部に分布する亜種。
- G.t.eylandtensis：ノーザンテリトリー北部から南オーストラリア州にかけて分布する亜種。
- G.t.papuana：ニューギニア南部に分布する亜種。英名はNew Guinean Magpie。

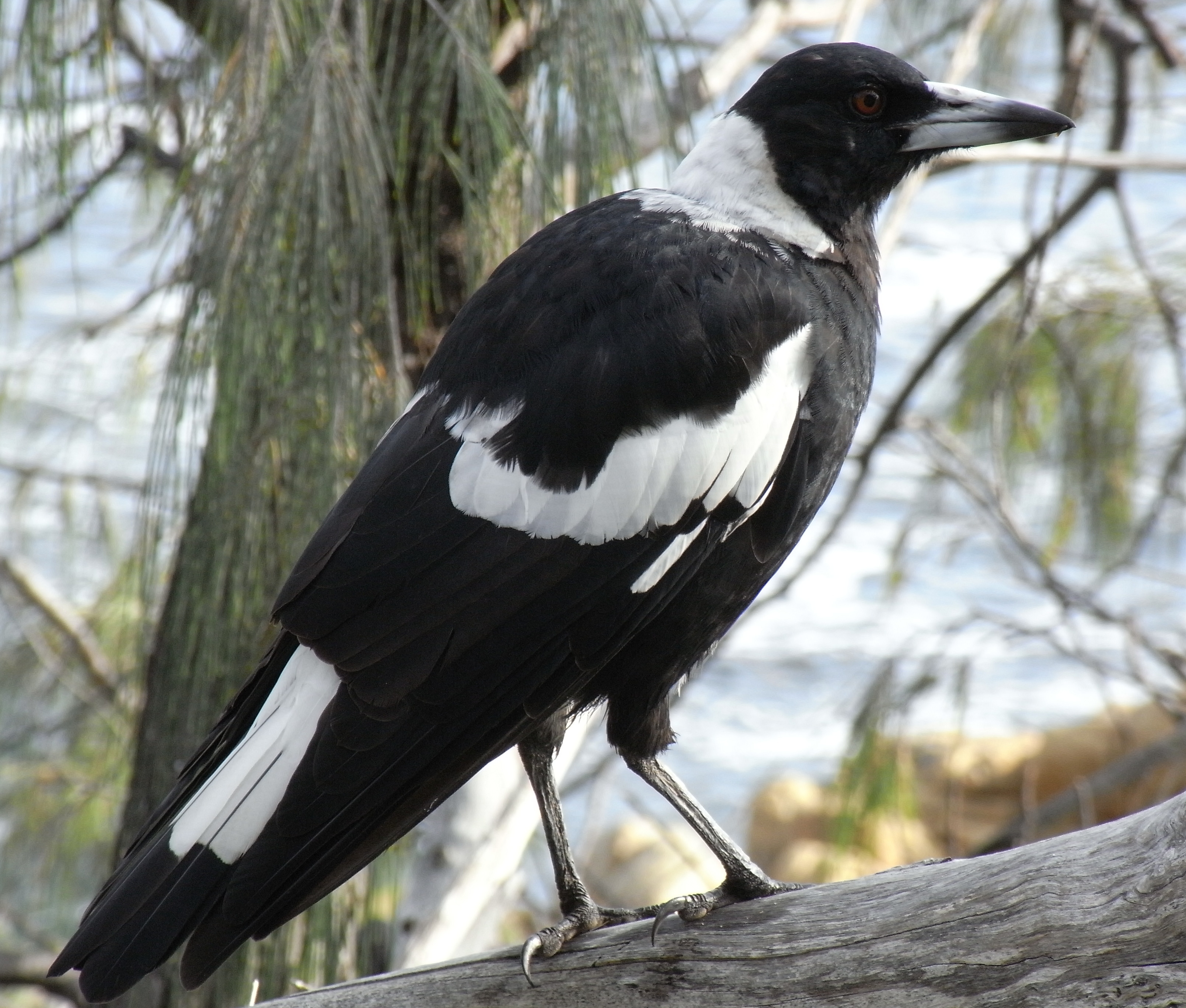
基亜種のオス
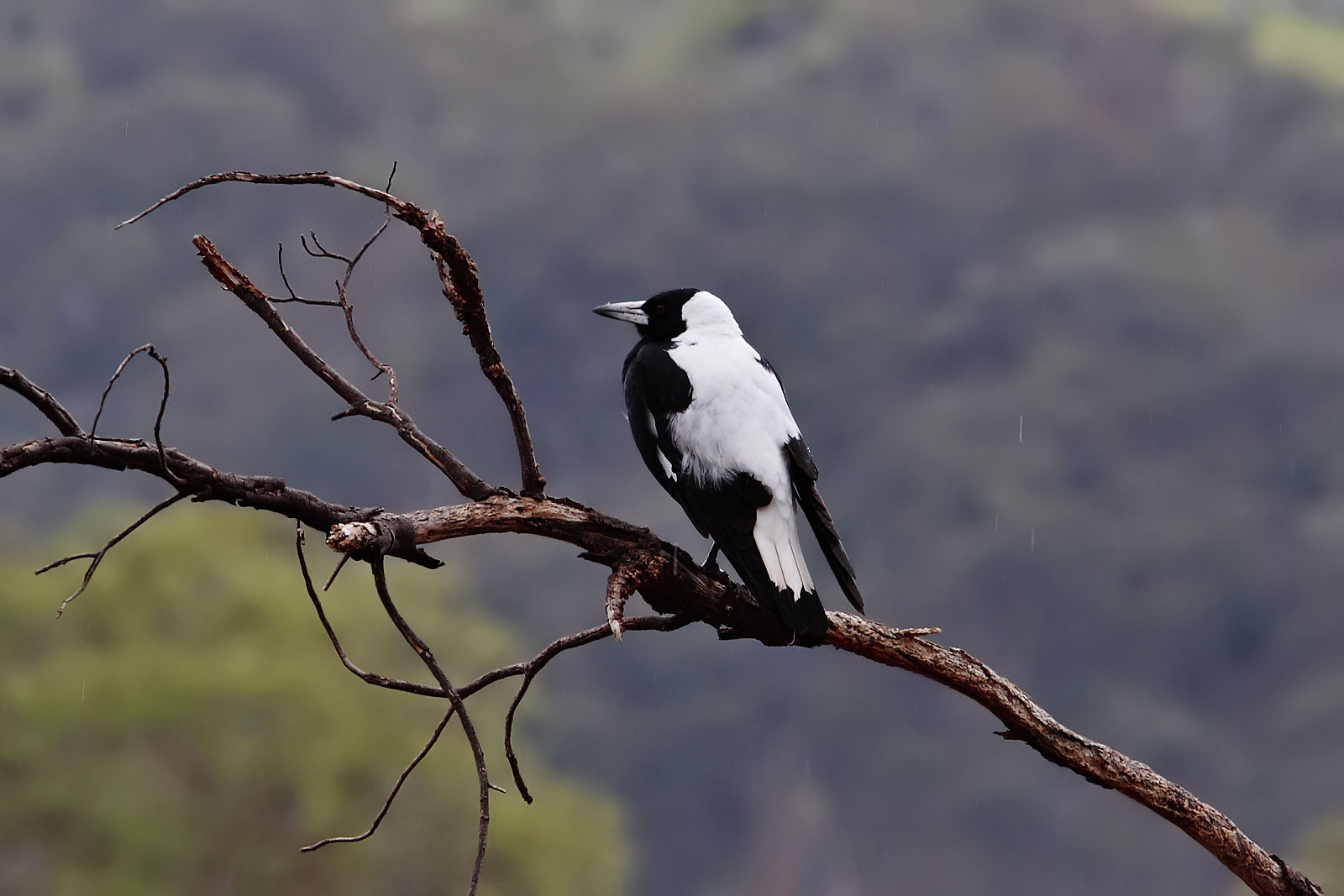
ビクトリア州付近に分布する亜種
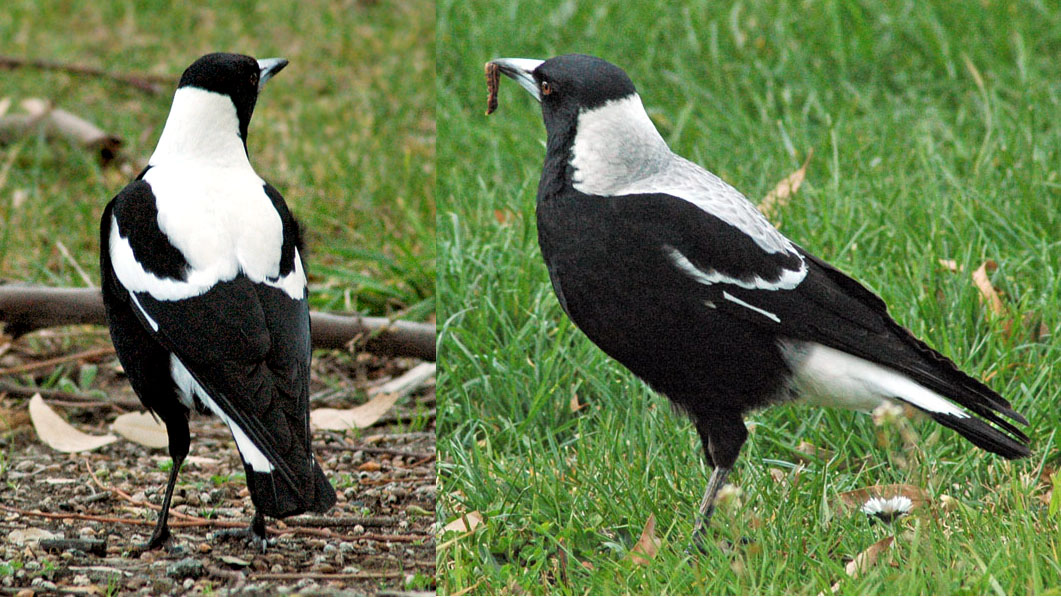
タスマニア島亜
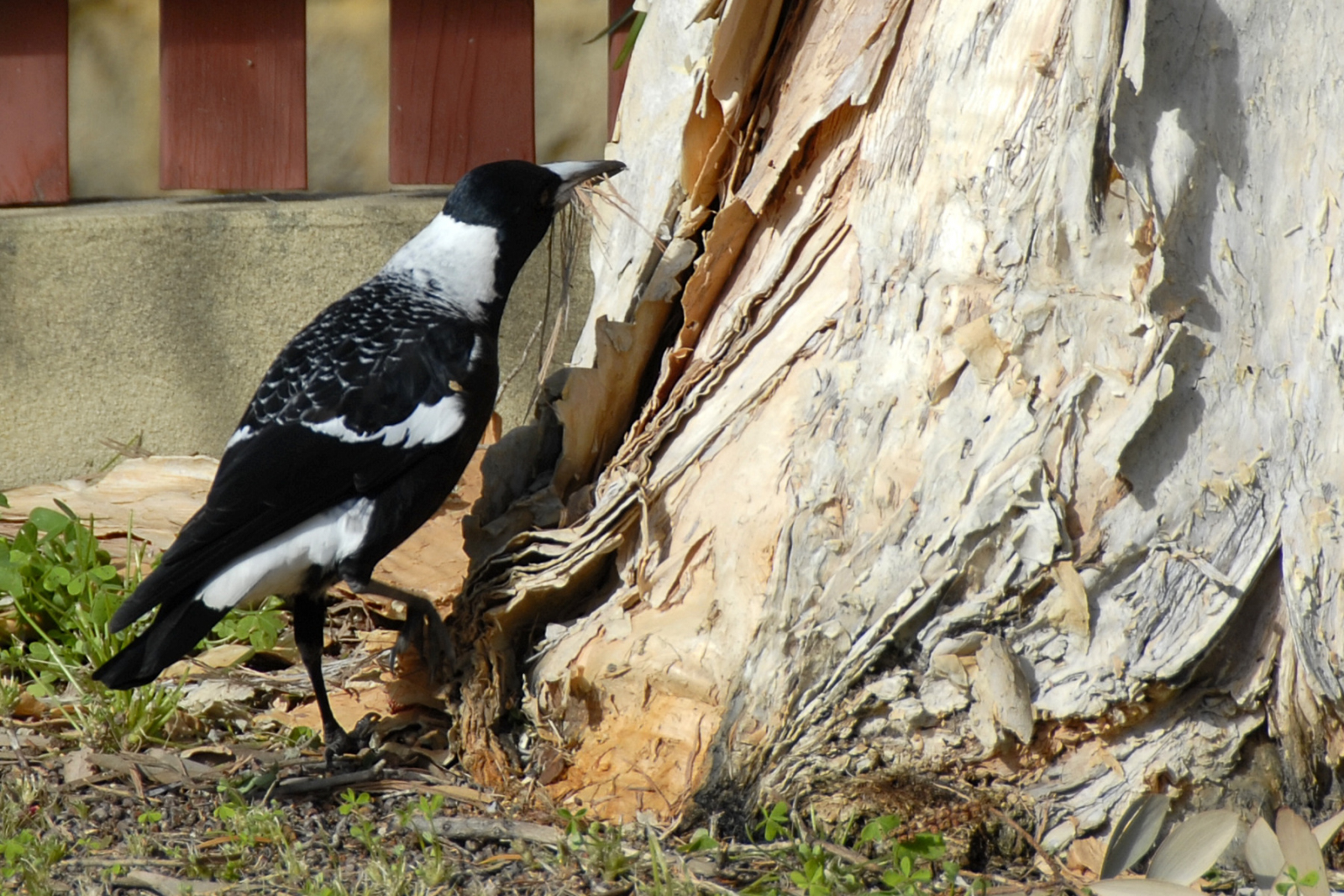
西オーストラリア州南部亜種のメス
- 鳴いてるカササギフエガラス、オーストラリアにて

## 生態
視界の開けた木が生えている場所に生活する。昆虫などの節足動物や、ミミズなどを中心に肉食傾向の強い、雑食性である。オスの個体は集団で地鳴きする。鳴き声は「クウォークウォー」とさえずる。犬やサイレン音など真似することができる。餌探しも集団で行い、複雑な社会性を営んでいる。群れは最も優位な一羽のオスが全てのメスとつがう特徴があり、トップに君臨しているオスはメスごとに巣を作る。
繁殖形態は卵生で、巣は木にかけられる浅いカップ型のもので内張りを施している。8月から10月まではメスが世話をするが、オスはしない。
ひなを守るため人間を襲う行為を「マグパイアタック」と呼ぶ。許可のない駆除は不可能。それを防ぐ傘を無料で提供する自治体がある。